# Berliner Appell (1994)
Der Berliner Appell: Wehret den Anfängen! von 1994 war eine politische Kampagne im Vorfeld der Bundestagswahl 1994.

## Der Berliner Appell
Die Initiatoren des Appells waren Klaus Rainer Röhl, Ulrich Schacht, Heimo Schwilk und Rainer Zitelmann, die sich selbst als „Initiative 8. Mai“ bezeichneten.
Am 28. September 1994 veröffentlichten die Initiatoren die Unterschriftensammlung „Berliner Appell“ parallel in Die Tageszeitung (TAZ) und der Süddeutschen Zeitung (SZ). Die Unterzeichner appellierten an den „antitotalitären Konsens“, bekannten sich zur freiheitlich-demokratischen Grundordnung und warnten gleichzeitig vor einer „antifaschistisch-demokratischen Ordnung“. Ferner warnten sie vor einer Wiederkehr des Sozialismus in Gestalt der aus der Sozialistischen Einheitspartei Deutschlands (SED) hervorgegangenen PDS und beklagten eine angebliche „Verfolgung der Konservativen“ aufgrund einer übermächtigen „linken Kulturhegemonie“.
Gleichzeitig erschien am gleichen Tag in der Frankfurter Allgemeine Zeitung (FAZ) eine weitere Anzeige unter dem Titel Berliner Appell: Appell gegen Verharmlosung der Diktatur!, die zusätzlich die stärkere Aufarbeitung der kommunistischen Diktatur forderte.
Zu den ca. 200 Unterzeichnern des Appells zählten Politiker, Publizisten, Wissenschaftler, Ärzte, Kaufleute und Schriftsteller. Zu den politisch prominenten Persönlichkeiten zählten der Bundesminister Carl-Dieter Spranger, 15 Bundestagsabgeordnete der CDU/CSU (u. a. Erika Steinbach, Heinrich Lummer, Rainer Eppelmann und Bernd Posselt) sowie die sächsischen Landesminister Arnold Vaatz und Steffen Heitmann (beide CDU). Auch der damals noch junge Mario Czaja war unter den Unterzeichnern. Auch einige DDR-Bürgerrechtler unterzeichneten den Appell. Sarah Kirsch distanzierte sich vier Tage nach Erscheinen von der Erklärung und Freya Klier zog ihre Unterschrift am 4. Oktober 1994 zurück. Auch Kurt Drawert erklärte zusammen mit Sarah Kirsch, ihre Unterschriften seien ohne Einverständnis publiziert worden. Reiner Süß schilderte, er fühle sich „überrumpelt“.

## Medienecho
Das Medienecho auf den „Berliner Appell“ erfolgte überwiegend über die veröffentlichenden Medien TAZ, SZ und FAZ und sparte nicht mit Kritik. Gunter Hofmann bemerkte in Die Zeit: „Eine seltsame Versammlung Mühseliger und Beladener hatte ihren Namen daruntergesetzt“.

## Politische Einordnung
Laut dem Politikwissenschaftler Wolfgang Gessenharter war der Appell von einer Initiative formuliert worden, deren Mitglieder als Neue Rechte bezeichnet wurden. Der „Berliner Appell“ zeige einen neuen Ton „in der neurechten Debatte“, als mittels der Kampagne nicht mehr ‚nur‘ die „kulturelle Hegemonie“ angestrebt, sondern darüber hinaus „Schritte zur politischen Vorherrschaft anvisiert“ wurden. Die zentrale Zielsetzung der Initiatoren, „die Zusammenführung aller «national gesinnten Kräfte in Deutschland», um die «Neue demokratische Rechte» zu einem «unübersehbaren» Machtfaktor werden zu lassen und damit «das linke Weltanschauungskartell» aus seinen Machtpositionen zu vertreiben“, sei deutlich geworden.
Der Politikwissenschaftler Rainer Benthin attestierte dem Appell zwei Funktionen: Zum einen richte er sich im Bundestagswahlkampf 1994 gegen die PDS, um deren Einzug in den Bundestag zu verhindern, zum anderen gegen „alle kritischen Stimmen, die durch die Wiedervereinigung nicht in eine nationale „Besoffenheit“ getaumelt sind“. Laut Benthin sollte der Appell nicht überbewertet werden, zeige jedoch einen weiteren Qualitätssprung als „Indikator für ein offensiveres Auftreten der Neuen Rechten in der Öffentlichkeit“. Ähnlich wie Benthin und Gessenharter verorten weitere wissenschaftliche Publikationen den „Berliner Appell“ als Kampagne „neurechter Vordenker“ oder als neurechte Offensive, Debatten mittels provokativer Appelle und Manifeste zu inszenieren.
Der Historiker Michael Schneider von der Friedrich-Ebert-Stiftung sah den „Berliner Appell“ als Element einer „«Volkspädagogik» von rechts“.